# Pashai-talen
Pashai is een Indo-Europese taalfamilie waarvan de talen worden gesproken in de provincies Kapisa, Laghman, Nooristan, Kunar en Nangarhar in het noordoosten van Afghanistan. Pashai is een subgroep van de Dardische talen, die op hun beurt deel uitmaken van de Indo-Arische talen.

## Talen
Pashai wordt onderverdeeld in vier talen, die onderling onverstaanbaar zijn en elk een aantal dialecten hebben:
- Noordoostelijk: Aret, Chalas (Chilas), Kandak, Korengal, Kurdar
- Noordwestelijk: Alasai, Bolaghain, Gulbahar, Kohnadeh, Laurowan, Najil, Nangarach, Pachagan, Pandau, Parazhghan, Pashagar, Sanjan, Shamakot, Shutul, Uzbin, Wadau
- Zuidoostelijk: Damench, Laghmani, Sum, Hoog-Dara-I-Nur, Laag-Dara-I-Nur
- Zuidwestelijk: Ishpi, Isken, Tagau